# Lidingö värmeverk

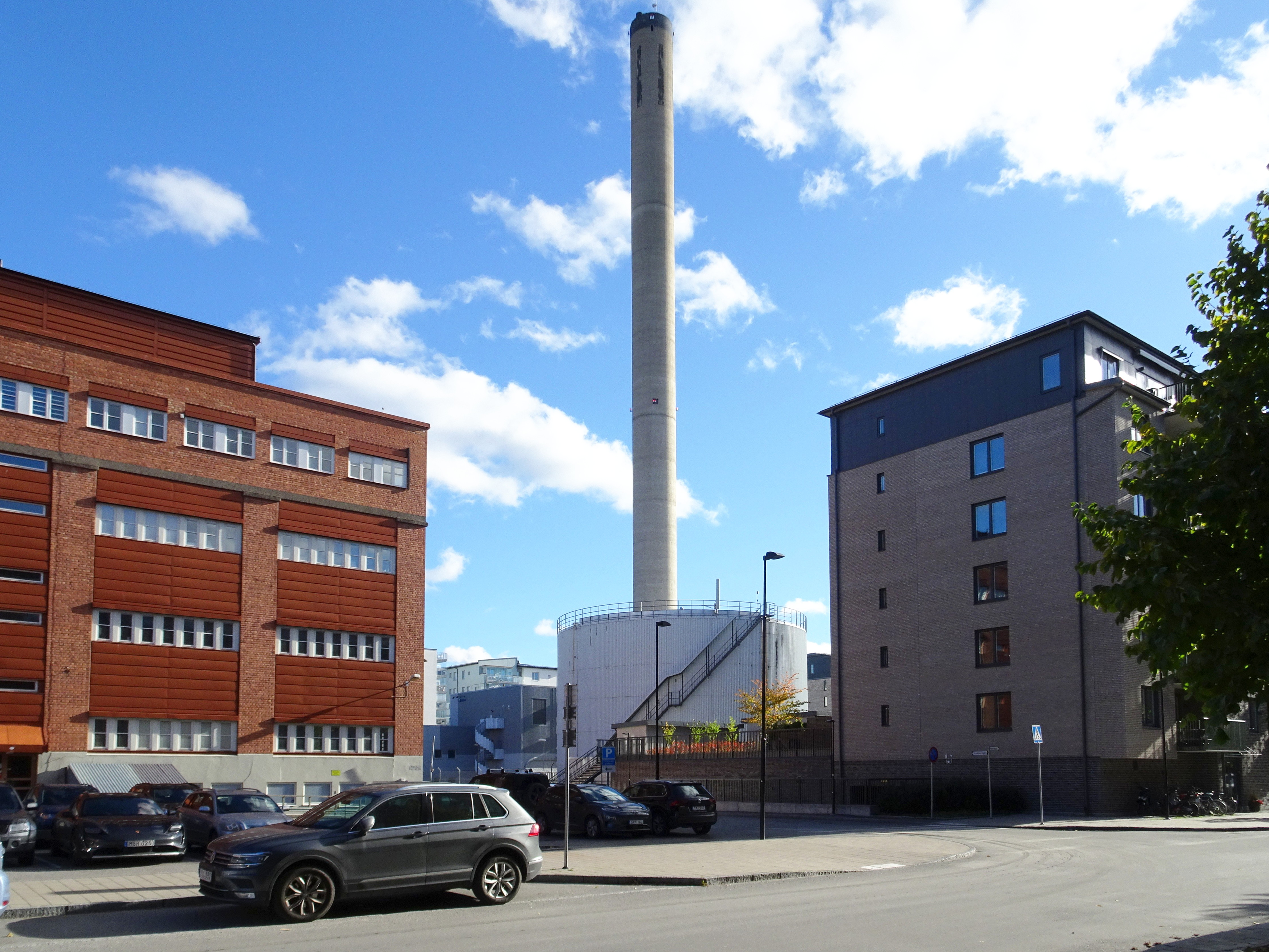
Verket med sin 100 meter höga skorsten.

Lidingö värmeverk är beläget vid Optikvägen / Radiovägen på södra delen av Lidingö och gränsar till området Dalénum. Anläggningen ägs idag (2022) av Stockholm Exergi. Det finns planer på en avveckling av verket.

## Beskrivning

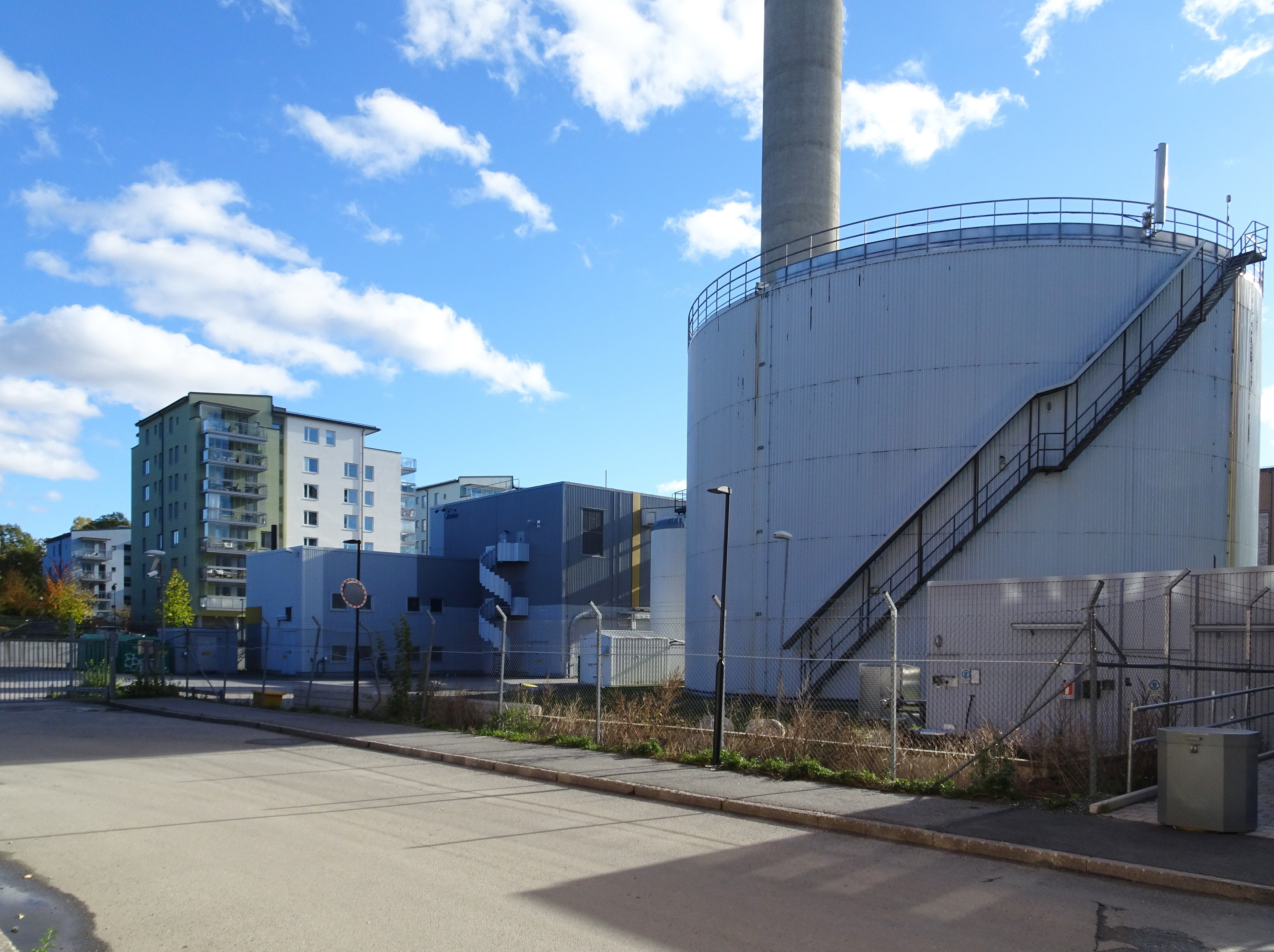
Lidingö värmeverk, oktober 2022.

Lidingö värmeverk togs i drift år 1978 av dåvarande AB Lidingö Energiverk och fungerar idag som spets- och reservanläggning för Lidingödelen av det centrala fjärrvärmenätet i Storstockholm. Ursprungligen fanns två stycken 12 MW elpannor om 10 kV, hetvatten, vid anläggningen. Dessa togs ur bruk år 2010 och ersattes av tre oljeeldade hetvattenpannor om 30 MW vardera. Verket övervakas av ett automatiserat operatörssystem från Värtaverkets kontrollrum. På verkets område finns en oljecistern som rymmer 7 000 m³ men de lagrade mängderna uppgår normalt till cirka 3 000 m³ för att minska riskerna av miljöpåverkan. Intill anläggningen står en 100 meter hög skorsten som syns på långt håll och har blivit ett landmärke för södra Lidingö.

## Nedläggning
Sedan 2020 finns planer på att lägga ner Lidingö värmeverk. Verket används endast korta tider och huvudsakligen vid kallt väder. En överenskommelse mellan Lidingö kommun, Käppalaförbundet och Stockholm Exergi, som är intressenter i verket, finns sedan 2021 att värmeverket i Dalénum snart kan avvecklas. Området kunde sedan efter en stadsplaneändring nyttjas för exempelvis bostadsändamål. Ett reservkraftverk behövs dock, men var det ska ligga är inte klart.